# Regionalwahl in Latium 2010
Die Regionalwahl in Latium 2010 fand am 28. und 29. März statt; der Regionalrat und der Präsident der Region Latium wurden gleichzeitig gewählt.

## Wahlergebnis
| Kandidaten                                     | Kandidaten              | Stimmen   | %    | Listen                      | Stimmen   | %    | Mandate |
| ---------------------------------------------- | ----------------------- | --------- | ---- | --------------------------- | --------- | ---- | ------- |
|                                                | Renata Polverinigewählt | 1.409.025 | 51,1 | Renata Polverini Presidente | 646.774   | 26,4 | 15      |
| Il Popolo della Libertà                        | Renata Polverinigewählt | 1.409.025 | 51,1 | 291.199                     | 11,9      | 7    |         |
| Unione di Centro                               | Renata Polverinigewählt | 1.409.025 | 51,1 | 150.293                     | 6,1       | 3    |         |
| La Destra                                      | Renata Polverinigewählt | 1.409.025 | 51,1 | 97.186                      | 4,0       | 2    |         |
| Popolari UDEUR                                 | Renata Polverinigewählt | 1.409.025 | 51,1 | 21.120                      | 0,9       | –    |         |
| Alleanza di Centro                             | Renata Polverinigewählt | 1.409.025 | 51,1 | 17.375                      | 0,7       | –    |         |
| Rete Liberal Sgarbi                            | Renata Polverinigewählt | 1.409.025 | 51,1 | 15.537                      | 0,6       | –    |         |
| Il Popolo della Vita - La Voce dei Consumatori | Renata Polverinigewählt | 1.409.025 | 51,1 | 12.531                      | 0,5       | –    |         |
| Partito Pensionati                             | Renata Polverinigewählt | 1.409.025 | 51,1 | 8.079                       | 0,3       | –    |         |
| Mandate der Listengruppe                       | Renata Polverinigewählt | 1.409.025 | 51,1 | –                           | –         | 14   |         |
| ↳ Gesamt                                       | Renata Polverinigewählt | 1.409.025 | 51,1 | 1.260.094                   | 51,4      | 41   |         |
|                                                | Emma Bonino             | 1.331.375 | 48,3 | Partito Democratico         | 645.187   | 26,3 | 15      |
| Italia dei Valori                              | Emma Bonino             | 1.331.375 | 48,3 | 211.561                     | 8,6       | 5    |         |
| Lista Bonino Pannella                          | Emma Bonino             | 1.331.375 | 48,3 | 80.982                      | 3,3       | 2    |         |
| Sinistra Ecologia Libertà                      | Emma Bonino             | 1.331.375 | 48,3 | 77.134                      | 3,1       | 2    |         |
| Federazione della Sinistra                     | Emma Bonino             | 1.331.375 | 48,3 | 67.386                      | 2,7       | 1    |         |
| Lista Civica Cittadini/e per Bonino            | Emma Bonino             | 1.331.375 | 48,3 | 40.097                      | 1,6       | 1    |         |
| Partito Socialista Italiano                    | Emma Bonino             | 1.331.375 | 48,3 | 33.160                      | 1,4       | 1    |         |
| Federazione dei Verdi                          | Emma Bonino             | 1.331.375 | 48,3 | 29.725                      | 1,2       | 1    |         |
| Nicht gewählte Direktkandidat                  | Emma Bonino             | 1.331.375 | 48,3 | –                           | –         | 1    |         |
| ↳ Gesamt                                       | Emma Bonino             | 1.331.375 | 48,3 | 1.185.232                   | 48,3      | 29   |         |
|                                                | Marzia Marzoli          | 14.685    | 0,5  | Rete dei Cittadini          | 7.860     | 0,3  | –       |
| Gesamt                                         | Gesamt                  | 2.755.085 | 100  |                             | 2.453.186 | 100  | 70      |